# Klaus Dieter Leister
Klaus Dieter Leister (* 26. November 1937 in Berlin; † 4. November 2017) war ein deutscher Jurist, Verwaltungsbeamter und Politiker (SPD).

## Leben
Nach dem Abitur 1958 am Humanistischen Gymnasium in Wuppertal leistete von 1958 bis 1959 als Reserveoffizieranwärter Wehrdienst bei der Panzertruppe. Er wurde später Reserveoffizier, zuletzt im Dienstgrad eines Hauptmanns der Reserve. Im Anschluss an seinen Dienst bei der Bundeswehr nahm er 1959 ein Studium der Rechts- und Staatswissenschaften an den Universitäten in Berlin und Bonn auf, das er 1964 mit dem ersten juristischen Staatsexamen beim Oberlandesgericht Köln beendete. Von 1964 bis 1966 war er als wissenschaftlicher Assistent am Rechts- und Staatswissenschaftlichen Institut der Rheinischen Friedrich-Wilhelms-Universität Bonn tätig. Danach durchlief er seine Referendarzeit im Bezirk des Oberlandesgerichtes Köln. Nach dem zweiten juristischen Staatsexamen trat er am 1. April 1969 als Beamter in den Bundesdienst ein. 1970 wurde er an der Universität Bonn mit der Arbeit Abgrenzung des Befehls vom Verwaltungsakt im Beamten- und Wehrrecht zum Dr. jur. promoviert.
Leister arbeitete von 1969 bis 1972 als Verwaltungsbeamter im Bundesministerium für Wirtschaft und war dort zunächst als Justitiar und Personalplaner im Personalreferat tätig. Später übernahm er als Parlaments- und Kabinettsreferent Aufgaben des Leitungsbereiches. Im Dezember 1972 wechselte er ins Bundesministerium der Finanzen und wurde dort Leiter des Büros von Bundesfinanzminister Helmut Schmidt. Nach der Wahl Schmidts zum Bundeskanzler im Mai 1974 übernahm er die Leitung dessen Büros im Bundeskanzleramt, die er bis Januar 1979 innehatte. Von Februar 1979 bis Dezember 1980 wirkte er dann als Leiter der Abteilung für Grundsatzfragen der Entwicklungspolitik und für Internationale Entwicklungspolitik im Bundesministerium für wirtschaftliche Zusammenarbeit.
Leister war 1989/90 Generalbevollmächtigter und von 1991 bis 1995 Vorstandsmitglied der WestLB. Am 1. Mai 1996 wurde er Direktor und geschäftsführendes Vorstandsmitglied des Gustav-Stresemann-Institutes in Bonn, das er bis 2014 leitete. Klaus Dieter Leister ist auch Mitglied des Kuratoriums der Heinz-Kühn-Stiftung. Darüber hinaus übernahm er zahlreiche Aufsichtsratsmandate in verschiedenen Unternehmen.

## Öffentliche Ämter
Leister war von Januar 1981 bis Oktober 1982 beamteter Staatssekretär im Bundesministerium der Verteidigung und somit politischer Beamter. In seinen Zuständigkeitsbereich fielen die Rüstungsplanung und -beschaffung, die Logistik sowie die Sicherheitspolitik. Unter Ministerpräsident Johannes Rau amtierte er von November 1982 bis Oktober 1983 als Staatssekretär im Innenministerium und von Oktober 1983 bis Dezember 1988 als Staatssekretär und Chef der Staatskanzlei des Landes Nordrhein-Westfalen.

## Ehrungen
- 1984: Verdienstkreuz 1. Klasse der Bundesrepublik Deutschland
- 1988: Großes Verdienstkreuz der Bundesrepublik Deutschland